# فادیک سوین آتاسوی
فادیک سوین آتاسوی (انگلیسی: Fadik Sevin Atasoy؛ زادهٔ ۱ اکتبر ۱۹۷۵) بازیگر، نمایشنامه نویس، کارگردان و فیلم‌نامه‌نویس اهل ترکیه است. وی از سال ۲۰۰۰ میلادی تاکنون مشغول فعالیت بوده‌است.
از فیلم‌ها یا برنامه‌های تلویزیونی که وی در آن نقش داشته‌است می‌توان به مجموعه تلویزیونی خواهر و برادرانم اشاره کرد.

## پیوندها به بیرون
- فادیک سوین آتاسوی در بانک اطلاعات اینترنتی فیلم‌ها (IMDb)
- فادیک سوین آتاسوی در اینستاگرام
- فادیک سوین آتاسوی در توییتر